# Airwatt
Airwatt hay air watt là đơn vị đo lường hiệu quả của máy hút bụi liên quan đến luồng khí và lượng điện năng (watt) mà máy hút bụi sản xuất và sử dụng. Nó cũng có thể được gọi là phép đo năng lượng trên một đơn vị thời gian của không khí chảy qua một lỗ mở, có liên quan đến năng lượng mà điện mang qua cáp điện (công suất).
Airwatt là một phép đo hữu ích của hiệu suất động cơ máy hút bụi, vì công suất mang theo dòng chất lưu (trong trường hợp máy hút bụi nhà thông thường, chất lưu là không khí) bằng với áp suất của lưu lượng dòng chảy. Airwatt liên quan đến luồng không khí thực tế, trong khi một phần năng lượng điện (watt) được sử dụng bởi máy hút bụi bị chuyển hóathành nhiệt do hao phí; hai máy hút bụi của cùng một công suất airwatt có cùng một lực hút, trong khi các thiết bị có cùng công suất điện có thể có sự khác biệt về hiệu suất và do đó có công suất airwatt khác nhau đáng kể.

## Định nghĩa
Công thức được sử dụng để tính toán công suất airwatt có sự khác biệt giữa các nhà sản xuất máy hút bụi. Công thức airwatt tiêu chuẩn là của ASTM International (xem tài liệu ASTM F558 - 13)
{\displaystyle P=0.117354\cdot F\cdot S}
Trong đó P là công suất airwatt, F là tốc độ dòng khí tính bằng feet khối trên phút (ký hiệu là cu ft/min hoặc CFM) và S là công suất hút được biểu thị bằng áp suất tính bằng đơn vị inch của nước. Điều này làm cho một airwatt bằng 0,9983 watt, làm tròn thành 1,0 watt.
Về tấm đo đục lỗ,
Air watt =  1⁄8.5 × công suất hút chân không [inches nước] × luồng khí [feet khối trên phút]
Air dòng chảy [CFM] = √ 13.35 × D2 / công suất hút chân không
Trong đó D là đường kính của các lỗ.
Sử dụng kết hợp các đơn vị SI, công suất bằng áp lực dòng chảy theo định nghĩa. Đó là, nơi công suất được biểu thị bằng watt (W), lưu lượng tính bằng mét khối trên giây (m³/s) và áp suất tính bằng pascal. Vì một pascal (Pa) bằng một newton trên một mét vuông (1 Pa = 1 N/m²), sau đó:
{\displaystyle 1~{\frac {{\text{m}}^{3}}{\text{s}}}\cdot 1~{\frac {\text{N}}{{\text{m}}^{2}}}=1~{\frac {{\text{N}}\cdot {\text{m}}}{\text{s}}}=1~{\frac {\text{J}}{\text{s}}}=1~{\text{W}}}
Công suất của lưu lượng lần áp suất sẽ luôn nhỏ hơn công suất được cung cấp qua điện áp và dòng điện (1 W = 1 V·A). Tỷ lệ công suất được tạo ra trong dòng chảy và áp suất chia cho công suất từ điện áp và dòng điện là hiệu suất.

## Đề xuất
Hoover khuyến nghị công suất 100 airwatt cho máy hút bụi thẳng đứng và 220 airwatt cho máy hút bụi xi lanh.